# Фронтера (Табаско)
Фронтера (на испански: Frontera) е град в южната част на Мексико, в щата Табаско, в община Сентла. Населението на града наброява 22 795 души (по данни от 2010 г.).
Фронтера, пристанищният град на щата Табаско, е един от важните транспортни и търговски възли. Тук също така се развъждат риби и скариди, които се изнасят в различни страни.

## Климат
Климатът в града е горещ и влажен, с обилни валежи през лятото. Средната годишна температура варира между 20 и зо градуса по Целзий. Най-горещият месец е май, а най-студените са декември и януари. Количеството на годишните валежи е 1695 мм.

## Туризъм
Природните условия в града и околностите му позволяват развитието на плажен и екотуризъм.